# Mäßchen
Das Mäßchen war ein Volumen- und Getreidemaß in Deutschland. Es ist mit ähnlichen Maßen schnell zu verwechseln. Dazu gehören Maße wie Mäßchen als Zweitname für das niederländische Maatje/Mate oder Mäschen für das bayrische Mäßel/Mäßl beziehungsweise Mäßli als Schweizer Getreidemaß. 
Das Mäßchen war vorrangig als hessisches und sächsisches Maß verbreitet.
- Kurfürstentum Hessen mit unterschiedlichen Werten des Viertels.
  - Kassel, Hersfeld 1 Mäßchen = 126 1/3 Pariser Kubikzoll = 2 ½ Liter
    - 1 Mäßchen = ¼ Metze
    - 16 Mäßchen = 1 Himten
    - 64 Mäßchen = 1 Viertel

  - Fritzlar 1 Mäßchen = 134 ¼ Pariser Kubikzoll = 2 1/3 Liter
  - Homberg 1 Mäßchen = 148 Pariser Kubikzoll = 2 23/25 Liter
  - Wetter 1 Mäßchen = 325 5/7 Pariser Kubikzoll = 6 9/20 Liter
- Großherzogtum Hessen
  - Darmstadt 1 Mäßchen = 25 1/5 Pariser Kubikzoll = ½ Liter
    - 4 Mäßchen = 1 Gescheid/Maß
    - 16 Mäßchen = 1 Kumpf
    - 64 Mäßchen = 1 Simmer
    - 256 Mäßchen = 1 Malter/Achtel

  - Freie Stadt Frankfurt 1 Mäßchen = 22 19/22 Pariser Kubikzoll 
    - 4 Mäßchen = 1 Gescheid
    - 16 Mäßchen = 1 Sechter
    - 32 Mäßchen = 1 Meste
    - 64 Mäßchen = 1 Simmer
    - 256 Mäßchen = 1 Malter/Achtel

  - Mainz, Herzogtum Nassau 1 Mäßchen = 4 Schrott = 21 5/9 Pariser Kubikzoll = 17/40 Liter
- Preußen (auch Mäßel) 1 Mäßchen = 43 ¼ Pariser Kubikzoll = 8 5/9 Liter
  - 4 Mäßchen = 1 Metze
  - 16 Mäßchen = 1 Viertel
  - 64 Mäßchen = 1 Scheffel
  - 1536 Mäßchen = 1 Wispel
- Königreich Sachsen 1 Mäßchen = 84 5/8 Pariser Kubikzoll = 1 7/9 Liter
  - 4 Mäßchen = 1 Metze
  - 16 Mäßchen = 1 Viertel
  - 64 Mäßchen = 1 Scheffel
- Sächsische Fürstentümer
  - Altenburg 1 Mäßchen = 110 2/3 Pariser Kubikzoll = 2 1/5 Liter
    - 64 Mäßchen = 1 Malter
    - 32 Mäßchen = 1 Scheffel
    - 16 Mäßchen = 1 Viertel
    - 4 Mäßchen = 1 Metze

  - Arnstadt 1 Mäßchen = 109 3/16 Pariser Kubikzoll
  - Eisenach 1 Mäßchen = 120 Pariser Kubikzoll = 2 3/8 Liter
  - Gotha 1 Mäßchen = 69 Pariser Kubikzoll = 1 7/20 Liter
  - Jena 1 Mäßchen = 126 1/3 Pariser Kubikzoll = 2 ½ Liter
  - Weimar 1 Mäßchen = 90 9/16 Pariser Kubikzoll = 1 4/5 Liter